# Ваденшерна, Торстен Карлович
Торстен Карлович Ваденшерна (4 [16] июля 1861 — февраль 1920) — российский генерал-лейтенант, участник Первой мировой войны и Белого движения.

## Биография
Лютеранин. Из шведской дворянской семьи Великого княжества Финляндского. Сын подполковника Карла-Вильгельма Карловича Ваденшерны.
Окончил Финляндский кадетский корпус. В службу вступил в 1881 прапорщиком в лейб-гвардии 4-й стрелковый батальон. Подпоручик (1884), поручик (1887), штабс-капитан (1894), капитан (1899), полковник (1903).
Командир 147-го пехотного Самарского полка (1908—1910), затем 12-го стрелкового полка (1910—1913). Генерал-майор (1913). Командир 2-й бригады 48-й пехотной дивизии (июль — август 1913). Командир 2-й бригады 5-й пехотной дивизии (с 17 (30).08.1913).
Награждён Георгиевским оружием (09 (22).03.1915) за взятие занятой противником высоты в бою 17 (30) августа 1914. Начальник 81-й пехотной дивизии (май — июль 1915). Генерал-лейтенант (1915). Начальник 37-й пехотной дивизии (с 17 (30).07.1915). В резерве чинов при штабе Одесского ВО (17 (30).10.1917), затем Киевского ВО (с 27.11 (10.12).1917).
Участник Белого движения на севере. Летом — осенью 1919 начальник Национального ополчения Северной области. Вместе с сыном захвачен в плен в феврале 1920 и расстрелян.

## Семья
Жена: Александра Николаевна Айгустова (1871 — ?), дочь генерал-лейтенанта Н. А. Айгустова.
Дети:
- Наталья (30.07.1892 —)
- Анатолий (5 (17).08.1895 — 02.1920)
- Мария (24.11 (7.12).1901 —)

Жена и дети вероисповедания православного.

## Награды
- орден Святого Станислава 3-й ст. (30.08.1889)
- орден Святой Анны 3-й ст. (30.08.1894)
- орден Святого Станислава 2-й ст. (06.12.1898)
- орден Святой Анны 2-й ст. (06.12.1901)
- орден Святого Владимира 4-й ст. (06.12.1905)
- орден Святого Владимира 3-й ст. (10.05.1912)
- орден Святого Станислава 1-й ст. с мечами (12.1914)
- орден Святой Анны 1-й ст. (27.02.1915)
- Георгиевское оружие (09.03.1915)
- мечи к ордену Святого Владимира 3-й ст. (18.04.1915)
- орден Святого Владимира 2-й ст. с мечами (27.04.1915)